# Hawryliwci (obwód chmielnicki)
Hawryliwci (ukr. Гаврилівці) – wieś na Ukrainie, w obwodzie chmielnickim, w rejonie kamienieckim.
W czasach Rzeczypospolitej wieś leżała w województwie podolskim. Odpadła od Polski w wyniku II rozbioru.